# Raffles (1939)
Raffles is een Amerikaanse misdaadfilm uit 1939 onder regie van Sam Wood.

## Verhaal
De cricketspeler Raffles houdt zich geldzaken op orde door middel van diefstallen. Hij ontmoet zijn oude vriendin Gwen en brengt een weekeindje door bij haar rijke ouders. Daar is behalve een kostbaar halssnoer ook een agent van Scotland Yard aanwezig.

## Rolverdeling
| Acteur              | Personage    |
| ------------------- | ------------ |
| David Niven         | Raffles      |
| Olivia de Havilland | Gwen         |
| Dame May Whitty     | Lady Melrose |
| Dudley Digges       | MacKenzie    |
| Douglas Walton      | Bunny        |
| E.E. Clive          | Barraclough  |
| Lionel Pape         | Lord Melrose |
| Peter Godfrey       | Crawshay     |
| Margaret Seddon     | Maud Holden  |
| Hilda Plowright     | Wilson       |
| Gilbert Emery       | Bingham      |
| Keith Hitchcock     | Merton       |
| Vesey O'Davoren     | Butler       |
| George Cathrey      | Livreiknecht |